# Collin College

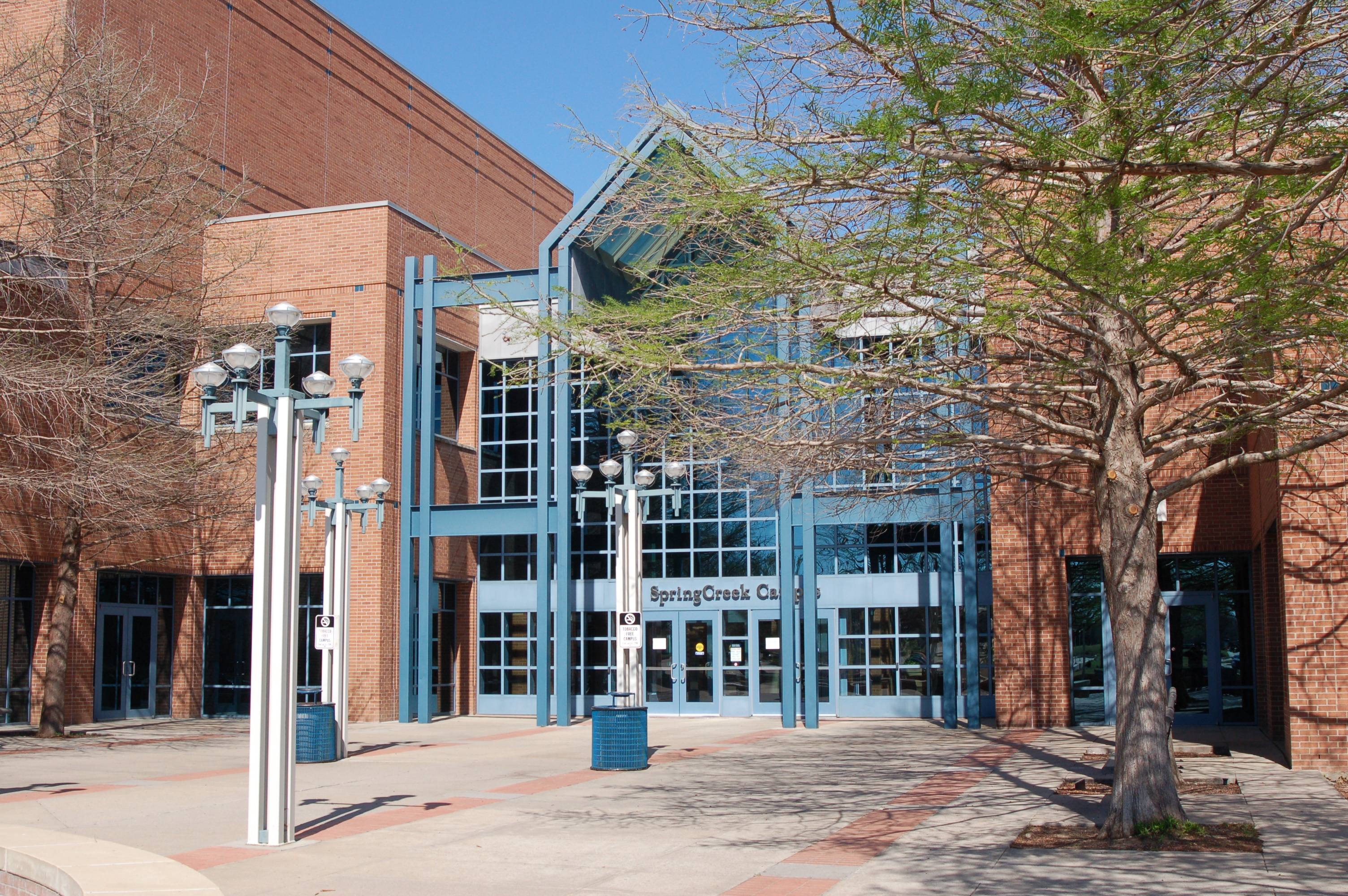
Spring Creek Campus

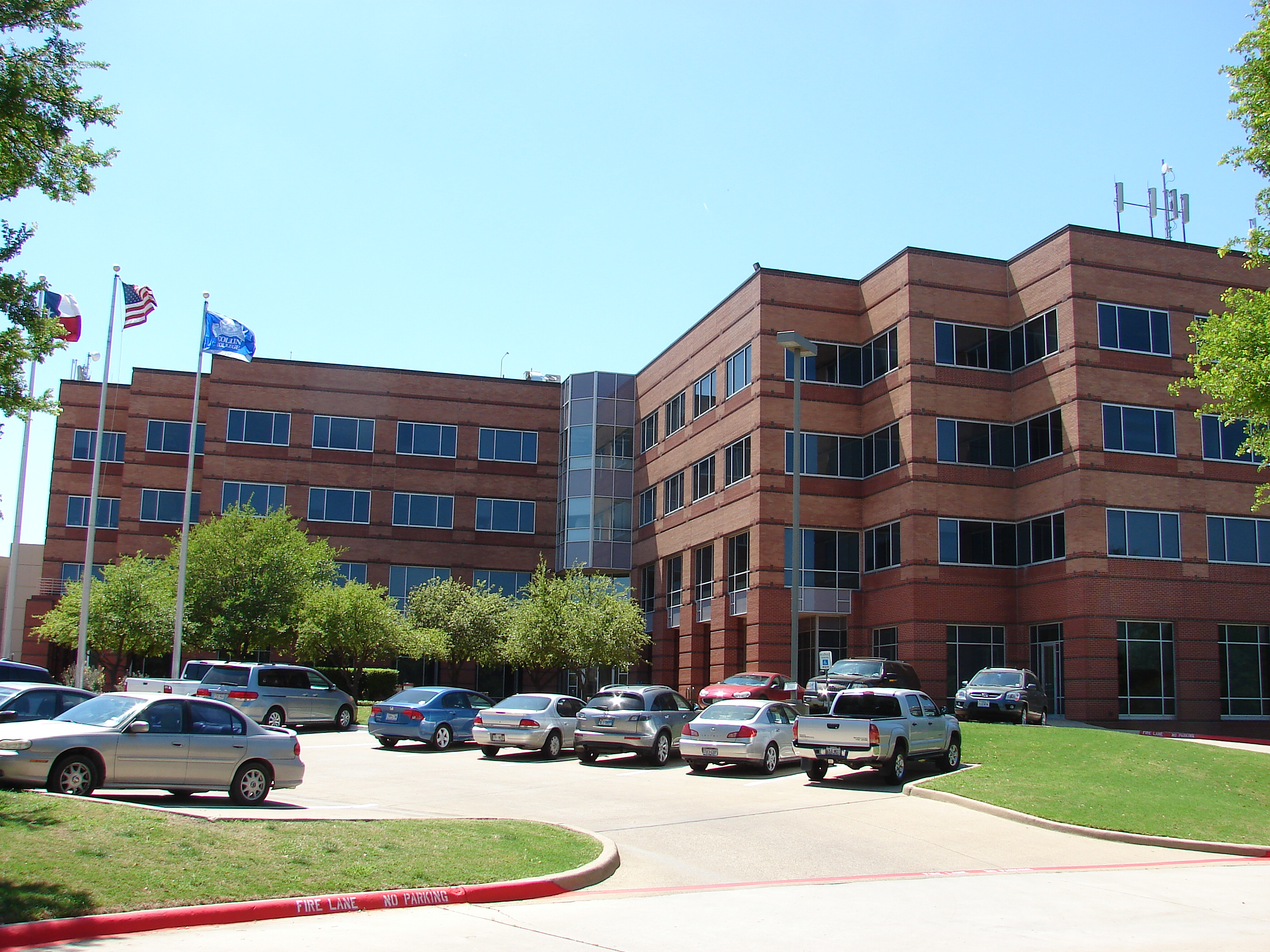
Courtyard Center campus

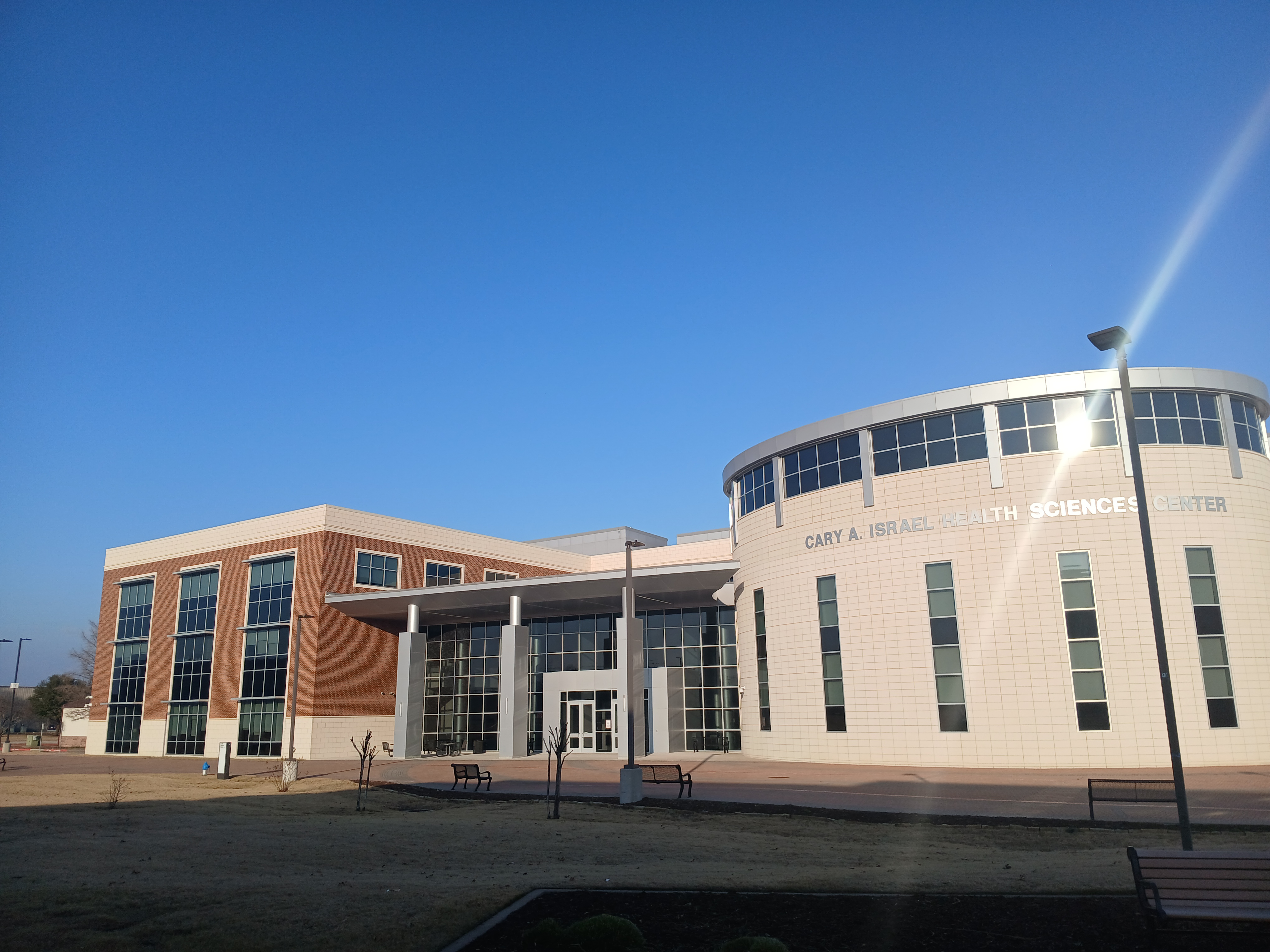
Cary A. Israel Health Sciences Center en el Parque Centro Campus en McKinney

El Collin College ("Colegio de Collin"), anteriormente el Collin County Community College ("Colegio Comunitario del Condado de Collin") o el Collin County Community College District ("Distrito de Colegios Comunitarios del Condado de Collin"), es un colegio comunitario (community college) en el Condado de Collin, Texas. Tiene su sede en el Collin Higher Education Center (CHEC "Centro de educación superior de Collin") en McKinney. Los campos de Collin College son el Central Park Campus en McKinney, el Collin Higher Education Center en McKinney, el Courtyard Center en Plano, el Preston Ridge Campus en Frisco, el Spring Creek Campus en Plano, el Allen Center en Allen, y el Rockwall Center en Rockwall.